# Rothenbürg (Tirschenreuth)
Rothenbürg ist ein Gemeindeteil der Kreisstadt Tirschenreuth in der Oberpfalz. Der Weiler liegt circa fünf Kilometer westlich vom Stadtzentrum Tirschenreuths entfernt im Stiftland. Der Ort gehörte zur Gemeinde Lengenfeld bei Tirschenreuth, die am 1. Juli 1972 aufgelöst wurde. Zusammen mit dem Ort Lengenfeld kam Rothenbürg zur Kreisstadt Tirschenreuth.
Rothenbürg tauchte das erste Mal im Jahr 1332 als „Rotenperch“ auf. Der Weiler ist vermutlich nach dem roten Erdreich in der Umgebung benannt.
In der Nähe liegt der eineinhalb Quadratkilometer große Rothenbürger Weiher, eines der größten Gewässer in der Umgebung. Er ist ein beliebter Badeweiher.